# Hazzani
Hazzani (arab. هزاني) – wieś w Syrii, w muhafazie Aleppo, w dystrykcie Dżabal Siman. W 2004 roku liczyła 207 mieszkańców.